# Rafał Sarnecki (Musiker)
Rafał Sarnecki (* 11. Dezember 1982 in Warschau) ist ein polnischer Jazzmusiker (Gitarre, Komposition).

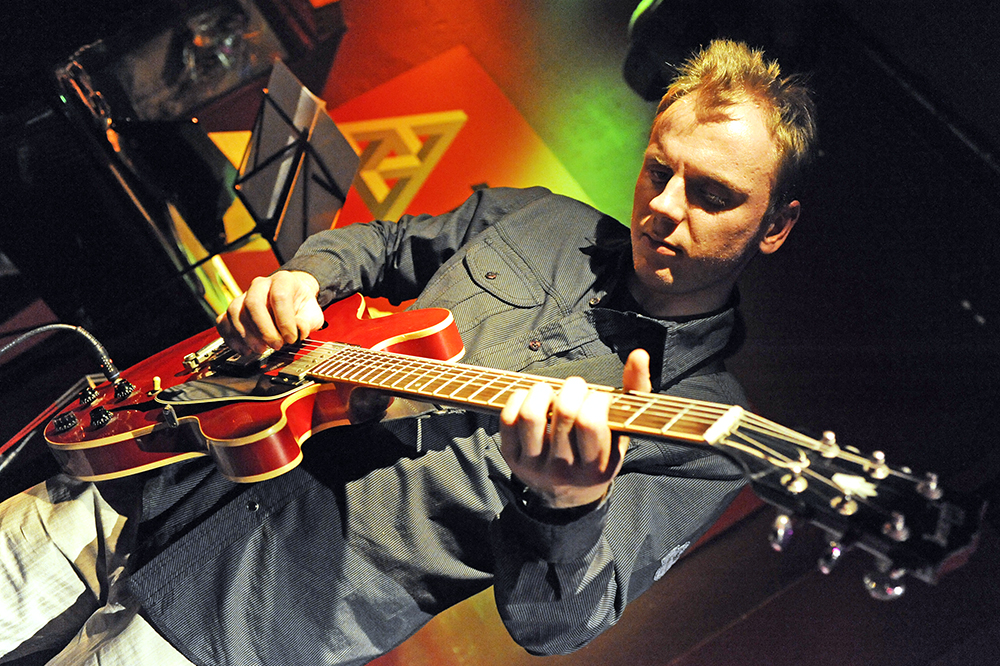
Rafał Sarnecki spielt Gitarre im Jazzclub Tygmont in Warschau, Oktober 2010.

## Leben und Wirken
Rafał Sarnecki arbeitete ab den frühen 2000er Jahren in der polnischen Jazzszene; erste Aufnahmen entstanden 2004, als er in der Begleitband der Sängerin Marzena Grzymała spielte (Pomarańczowe Szczęście). In den folgenden Jahren arbeitete er mit Oktawia Kawecka und Paweł Kaczmarczyk;
2005 zog er (mit einem Stipendium ausgestattet) nach New York City; den Bachelor erwarb er im Jazz & Contemporary Music Program der New School, anschließend den Master of Arts in Music Performance im Graduierten-Jazzprogramm des Queens College an der CUNY. 2015 promovierte er in Komposition an der Fryderyk-Chopin-Universität für Musik in Warschau. 2008 legte er in Quartettbesetzung (mit Paweł Kaczmarczyk, Wojciech Pulcyn, Łukasz Żyta) sein Debütalbum Songs from a New Place (ARMS) mit Eigenkompositionen vor. Gegenwärtig (2019) leitet Sarnecki ein Sextett, dem Alex LoRe, Bogna Kicinska, Glenn Zaleski, Rick Rosato und Colin Stranahan angehören.

## Diskographische Hinweise
- The Madman Rambles Again (Fresh Sound New Talent, 2011), mit Jerzy Małek, Lucas Pino, Paweł Kaczmarczyk, Wojciech Pulcyn, Paweł Dobrowolski, Łukasz Żyta, José Manolo Albán Juárez
- Cat’s Dream (Brooklyn Jazz Underground Records, 2014), mit Lucas Pino, Glenn Zaleski, Rick Rosato, Colin Stranahan, Bogna Kicińska
- Climbing Trees (Outside In Music, 2018), mit Lucas Pino, Glenn Zaleski, Colin Stranahan, Bogna Kicińska

## Auszeichnungen
Im Jahr 2002 errang Sarnecki den 1. Platz bei der International Jazz Guitar Competition – Guitar City in Warschau. Sarneckis Debütalbum Song from a New Place (2008) war für den polnischen Musikpreis Fryderyk nominiert.